# GFTP
gFTP és un programa de transferència de fitxers lliure, multiplataforma i de codi obert (amb llicència GPL) per a l'entorn d'escriptori GNOME de distribucions Linux. També està disponible per Mac OS X i PlayStation 3. Està escrit en C i utilitza una interfície gràfica GTK+ 1.2/2.X i també inclou un sistema d'utilització per comandes. També es pot utilitzar en altres entorns d'escriptori com KDE, sempre que es disposin de les llibreries adequades.
Suporta els protocols FTP, FTPS (només per connexions de control), HTTP, HTTPS, SSH i FSP, servidors proxy FTP i HTTP i la transferència d'arxius FXP entre dos servidors remots via FTP. També suporta llistats de directoris de l'estil UNIX, EPLF, Novell, Mac OS, VMS, MVS i NT.
La interfície gràfica és simple i està dividida bàsicament en dues parts. La part esquerre mostra l'ordinador local i a la part dreta es mostra el servidor remot. A la part inferior hi ha una finestra que mostra la cua de transferències en temps real i un registre de missatges i accions, que porta un control de totes les accions que es duen a terme en el servidor, com canviar de directori i carregar i descarregar fitxers. També disposa d'un menú de marcadors per l'accés ràpid als llocs. Inclou també un programa intern per la visualització i edició d'arxius.
Està disponible en una cinquantena de llengües entre els quals el català. Les altres llengües disponibles són: alemany, albanès, ahmàric, anglès, àrab, belarús, búlgar, castellà, coreà, croat, danès, eslovac, finès, francès, gallec, grec, hebreu, hongarès, irlandès, italià, japonès, letó, lituà, macedonic, malai, noruec, occità, panjabi, polonès, portuguès, romanès, ruandès, rus, serbi, suec, tailandès, turc, ucraïnès, txec, xinès.
Brian Masney, el conductor del projecte, va indicar el juny de 2013, que després de 5 anys sense cap actualització de programa, el deixava com a inactiu, deixant la possibilitat que algun altre desenvolupador se'n fes càrrec i continués el projecte. L'última versió estable és la 2.0.19 publicada el 30 de novembre de 2008.